# Przepływomierz termiczny
Termiczny przepływomierz masowy – przyrząd pomiarowy, który mierzy prędkość przepływu medium wykorzystując zmiany w ogrzewaniu lub pobieraniu ciepła w wyniku przepływu medium. 
Przyrząd nie służy do pomiaru objętości, a masy materii poruszającej się np. przez rurę.

## Zasada działania

Zasada działania jednego z typów przepływomierza termicznego.

W przepływomierzu termicznym, medium opływa dwa czujniki temperatury, między którymi umieszczona jest grzałka. Jeden z nich jest  wykorzystywany jako czujnik monitorujący temperaturę medium. Drugi czujnik stanowi element podgrzewany przez medium ciepłem grzałki. Stosuje się dwie metody pomiaru przepływu. W jednej, moc grzałki jest stała a przepływ określa się na podstawie różnicy temperatur czujników. W drugiej, moc grzałki jest zmieniana tak by utrzymać stałą różnicę temperatur, prędkość przepływu określa się na podstawie mocy grzałki. 
Zalety:
- bezpośredni pomiar/wskazanie masowego przepływu gazów i cieczy
- wysoka czułość pomiarowa
- brak części ruchomych
- pomijalny spadek ciśnienia (<2 mbar)
- szybka odpowiedź pomiarowa
- wysoka dynamika pomiaru do 100:1

Wady:
- media o dużej wilgotności zakłócają, zawyżając wskazania, pomiar, gdy na czujniku pomiarowym skondensuje się woda
- ograniczony górny zakres pomiarowy (w porównaniu do innych metod pomiarowych) z uwagi na limit energii przeznaczonej do ogrzewania czujnika
- podatność na zanieczyszczenia pochodzące od mierzonego medium - również zakłócają pomiar